# Curtis Roosevelt
Curtis Roosevelt (Nueva York, 19 de abril de 1930-Saint-Bonnet-du-Gard, 26 de septiembre de 2016) fue un escritor estadounidense. Roosevelt era hijo de Anna Roosevelt y su primer marido, Curtis Bean Dall. Era el nieto mayor del presidente de los Estados Unidos Franklin D. Roosevelt y la primera dama Eleanor Roosevelt.

## Biografía

### Primeros años

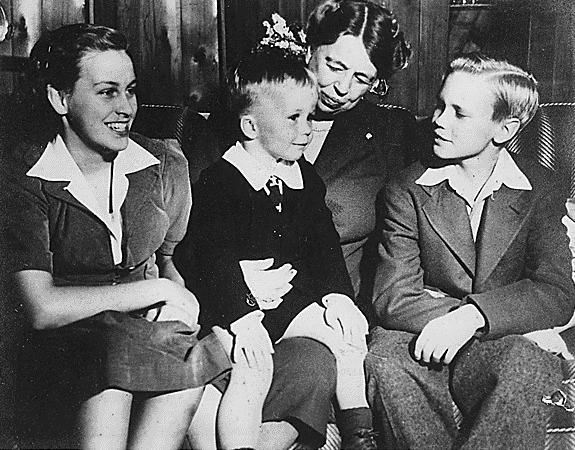
Eleanor Roosevelt con sus nietos; Eleanor Roosevelt Seagraves, John Roosevelt Boettiger y Curtis Roosevelt, 1943.

Dall nació el 19 de abril de 1930 en la ciudad de Nueva York. Cuando tenía tres años, Curtis, su hermana Eleanor (nacida en 1927) y su madre se mudaron a la Casa Blanca, donde vivieron hasta que su madre se volvió a casar en 1935. Los artículos de los periódicos se referían con frecuencia a los niños por sus apodos, «Buzzie» y «Sistie». Después del divorcio de sus padres en 1934, su madre se casó con el periodista Clarence John Boettiger en 1935. Su medio hermano menor, John, nació en 1939. Cuando su madre y Boettiger se divorciaron en 1949, Eleanor Roosevelt y Anna no querían que Curtis recuperara el apellido Dall, por lo que la Sra. Roosevelt sugirió que usara su segundo nombre como apellido.
Roosevelt se graduó de la Academia Naval y Militar del Noroeste en Lake Geneva, Wisconsin. Posteriormente asistió a la Universidad Loyola en Los Ángeles.

### Carrera profesional
A mediados de la década de 1950, Roosevelt se desempeñó como soldado raso en el Ejército de los Estados Unidos.
Entre 1956 y 1964, Roosevelt trabajó durante varios años en publicidad y luego principalmente para instituciones sin fines de lucro, incluso como director regional del Consejo Nacional de Ciudadanos para Mejores Escuelas y luego como vicepresidente a cargo de asuntos públicos de la Nueva Escuela de Investigación Social. De 1963 a 1964, se desempeñó como director ejecutivo del Comité de los Estados Unidos para las Naciones Unidas.
En 1964, Roosevelt fue contratado por la Secretaría General de las Naciones Unidas para incorporarse al Departamento de Información Pública, y en los años siguientes, hasta 1983, ocupó diversos cargos en la administración pública internacional. Roosevelt obtuvo su maestría en la Escuela de Gobierno y Derecho Público de la Universidad de Columbia.
De 1983 a 1986, Roosevelt se desempeñó como director en el Dartington College of Arts en Devon, Inglaterra. Se desempeñó como profesor invitado en la Escuela de Diplomacia y Relaciones Internacionales de Ginebra, recibiendo un doctorado honoris causa en 2010. En 1987, él y su esposa Marina se trasladaron a Deyá, Mallorca, donde Roosevelt se dedicó a la alfarería, exponiendo parte de su obra en una galería de Palma. Ocasionalmente, también escribió sobre política estadounidense para El Mundo en España.
El libro de Roosevelt Too Close to the Sun: Growing up in the Shadow of my Grandparents Franklin and Eleanor («Demasiado cerca del sol: Creciendo a la sombra de mis abuelos Franklin y Eleanor») se publicó en 2008 y dio lugar a una serie de apariciones en radio y televisión del autor. En 2012, el libro fue traducido y publicado en Francia.
Dio conferencias en la Universidad de Lille y apareció regularmente en la televisión francesa. También escribió ocasionalmente para Le Figaro, el International Herald Tribune y publicó artículos en La Tribune, France-Amerique, Marianne y la Commune de la Commune. Debido a su conexión con su famosa familia, Roosevelt fue consultado a menudo por la Biblioteca y Museo Presidencial de Franklin D. Roosevelt en Hyde Park, Nueva York y el Servicio de Parques Nacionales para obtener comentarios sobre exhibiciones de bibliotecas y casas históricas en Springwood y Val-Kill.
En 2013, Roosevelt publicó un ensayo en forma de libro electrónico, Eyewitness in Israel: 1948 («Testigo en Israel: 1948»), que detalla su viaje, a los 18 años, a la entonces nueva nación a instancias de su abuela Eleanor, con quien viajaba en París y quien lo envió en su lugar para informarle. A principios de 2016 publicó su último libro, una colección de ensayos sobre la familia Roosevelt en la que había crecido, Upstairs at the Roosevelts': Growing Up with Franklin and Eleanor.

### Vida personal y muerte
Roosevelt se casó cuatro veces; primero el 23 de mayo de 1950, con Robin H. Edwards, con quien tuvo una hija, Julianna Edwards Roosevelt. Roosevelt y su esposa Robin se divorciaron en marzo de 1954. Posteriormente se casó con Ruth W. Sublette el 6 de marzo de 1955 y con Jeanette Schlottman el 2 de mayo de 1961. Desde 1985, estuvo casado con Marina Roosevelt. Los Roosevelt vivían en un pequeño pueblo en el sur de Francia, donde Marina servía en el consejo municipal. Tenía un nieto, el hijo de Julianna, Nicholas Roosevelt.
Roosevelt murió el 26 de septiembre de 2016 a causa de un infarto en Saint-Bonnet-du-Gard a la edad de 86 años.